# Letizia Španělská
Letizia Španělská (Letizia Ortiz Rocasolano; * 15. září 1972 Oviedo) je královna Španělska z titulu manželky krále Filipa VI.

## Biografie
Narodila se roku 1972 do rodiny Jesúse Ortize Álvareze a Palomy Rocasolano Rodríguezové ve španělském Oviedu jako nejstarší ze tří sester. Prostřední Telma se narodila v roce 1973 a Erica v roce 1975 (v roce 2007 spáchala sebevraždu).
Na univerzitě v Madridu dosáhla bakalářského titulu v oboru informačních věd se zaměřením na žurnalistiku (licenciada de Ciencias de la Información), a posléze magisterského titulu. Následně odjela studovat doktorské studium na univerzitu v mexické Guadalajaře, které však nedokončila. V Mexiku také pracovala v novinách Siglo XXI. Pracovala v různých médiích jako např. v deníku La Nueva España, novinách ABC a v agentuře EFE, kde se zabývala především zahraničním zpravodajstvím. Poprvé na televizních obrazovkách se objevila jako reportérka soukromého kanálu CNN a Canal+. V roce 2000 se stala členkou týmu, který se podílel na přípravě celostátních zpráv španělské televize.
Později se stala moderátorkou televizních zpráv. Diváky španělské televize také informovala o důležitých světových událostech například při teroristických útocích na New York 11. září 2001 vysílala živě z Ground zero. Nebo přímo o událostech z Afghánistánu.

## Vyznamenání a ocenění
Za své reportáže obdržela roku 2000 cenu Larra (APM), a to v kategorii pro novináře do 30 let.

## Rodinné vztahy
Byla již jednou vdaná za svého bývalého učitele v letech 1998–1999. Sňatek byl ovšem jen civilní, proto pro katolickou církev nebyl žádnou překážkou.
Se španělským následníkem trůnu se zasnoubila 1. listopadu 2003. Svatba s princem Filipem se konala 22. května 2004 v Madridu. Společně mají dvě děti asturskou kněžnu Leonor (* 31. října 2005) a infantku Sofii (* 29. dubna 2007).